# Gloria Lloyd
Gloria Lloyd wł. Gloria Lloyd Roberts (ur. 22 maja 1924, zm. 10 lutego 2012 w Santa Monica w stanie Kalifornia), amerykańska aktorka i modelka. Była najstarszym dzieckiem komika Harolda Lloyda i aktorki Mildred Davis. Znana była z filmu Temptation oraz z wielu dokumentalnych filmów o jej ojcu. Zmarła 10 lutego 2012 w Santa Monica w wieku 87 lat.